# Argyripnus electronus
Argyripnus electronus är en fiskart som beskrevs av Nikolai V. Parin 1992. Argyripnus electronus ingår i släktet Argyripnus och familjen pärlemorfiskar. Inga underarter finns listade i Catalogue of Life.